# 山姆小鎮
《山姆小鎮》是來自美國拉斯維加斯的搖滾樂團殺手樂團在2006年推出的專輯，這是他們的第二張專輯。本專輯在2006年10月2日在英國發行，10月3日在美國推出，台灣則於10月13日上市。在美國市場中，本專輯發售當週登上排行榜第二名，首週銷售量為315,000千張。在英國，專輯推出就成為銷售排行第一名，首周銷售則為260,000張。截至2007年3月為止，《山姆小鎮》在全世界銷售量約為2,750,000張，美國地區就包括了1,000,000張。
本專輯受到U2、布魯斯·史普林斯汀（Bruce Springsteen）、湯姆·佩蒂與傷心人合唱團（Tom Petty and the Heartbreakers）等人的影響。《山姆小鎮》收到正反兩面各種不同的評價，有人讚揚殺手樂團的新風格，也有人提出批評。
專輯名稱借自一間位於拉斯維加斯賭場飯店「山姆小鎮飯店與賭場」（Sam's Town Hotel and Gambling Hall），而拉斯維加斯正是殺手樂團的故鄉。

## 曲目列表
| #  | 英文歌名                     | 中文歌名           | 長度 | 作曲                         |
| -- | ---------------------------- | ------------------ | ---- | ---------------------------- |
| 1  | Sam's Town                   | 山姆小鎮           | 4:05 | 夫洛爾                       |
| 2  | Enterlude                    | 序曲               | 0:50 | 夫洛爾                       |
| 3  | When You Were Young          | 年少輕狂           | 3:39 | 夫洛爾、昆寧、凡奴希、史多莫 |
| 4  | Bling (Confession of a King) | 光芒（國王的獨白） | 4:08 | 夫洛爾、史多莫               |
| 5  | For Reasons Unknown          | 不明原因           | 3:32 | 夫洛爾                       |
| 6  | Read My Mind                 | 懂我               | 4:03 | 夫洛爾、昆寧、史多莫         |
| 7  | Uncle Jonny                  | 強尼叔叔           | 4:25 | 夫洛爾、昆寧、史多莫         |
| 8  | Bones                        | 天生自然           | 3:46 | 夫洛爾、凡奴希、史多莫       |
| 9  | My List                      | 我的名單           | 4:08 | 夫洛爾                       |
| 10 | This River Is Wild           | 河水滔滔           | 4:38 | 夫洛爾、史多莫               |
| 11 | Why Do I Keep Counting?      | 何必期待？         | 4:23 | 夫洛爾                       |
| 12 | Exitlude                     | 終曲               | 2:24 | 夫洛爾                       |

### 附加曲目
- Where the White Boys Dance（夫洛爾、昆寧、史多莫）- 3:28（澳大利亞、愛爾南、日本、紐西蘭、英國、美國 iTunes 預購的附加曲目）
- All the Pretty Faces（夫洛爾、昆寧、史多莫、凡奴希） - 4:45（日本、Best Buy 獨家附加 CD、英國 iTunes 附加版本）
- Daddy's Eyes（夫洛爾、昆寧、史多莫、凡奴希） - 4:13（Best Buy 獨家附贈單曲）
- When You Were Young (Jacques Lu Cont's Thin White Duke Mix) - 6:23（美國 iTunes 附加曲目）

## 單曲
- When You Were Young 2006年9月18日 美國現代搖滾榜 #1 英國 #2
- Bones 2006年11月27日 英國 #15
- Read My Mind 2007年2月13日 美國現代搖滾榜 #9 英國 #15

英國水星廣播電台（Mercury FM）在一段於2007年3月6日播出的訪談節目中，布蘭登·夫洛爾提到第四張單曲將是「For Reasons Unknown」（不明原因）。

## 其他
在專輯封面上，最右側的女性是一位名為 Felice LaZae （页面存档备份，存于） 的歌手和模特兒，而專輯的製作人之一 Flood 也裝扮成美國原住民在歌詞內頁出現。

## 發行地區
| 國家     | 日期           | 唱片公司                  | 格式 | 分類編號    |
| -------- | -------------- | ------------------------- | ---- | ----------- |
| 日本     | 2006年9月27日  | Universal                 | CD   | UICL-9037   |
| 澳大利亞 | 2006年9月30日  | Universal Music Australia | CD   | 1706722     |
| 英國     | 2006年10月2日  | Lizard King Records       | CD   |             |
| 美國     | 2006年10月3日  | Island Records            | LP   | B0007221-01 |
| 美國     | 2006年10月3日  | Island Records            | CD   | B0007221-02 |
| 台灣     | 2006年10月13日 | 台灣環球音樂              | CD   |             |